# Torque roll
 (juillet 2012).
Si vous disposez d'ouvrages ou d'articles de référence ou si vous connaissez des sites web de qualité traitant du thème abordé ici, merci de compléter l'article en donnant les références utiles à sa vérifiabilité et en les liant à la section « Notes et références ».
Le torque-roll est une figure de voltige où l'avion ne vole plus grâce à ses ailes mais grâce à son hélice. L'avion se suspend sous cette dernière et essaie tant bien que mal de rester en l'air[réf. nécessaire].
C'est une figure rare dans l'aviation réelle car peu d'avions possèdent un moteur assez puissant pour supporter leur propre poids[réf. nécessaire]. Les Extra-330sc de l'Armée de l'air française proposent quelquefois cette figure dans leurs démonstrations[réf. nécessaire].